# Kavadarci
Kavadarci (en macédonien : Кавадарци) est une commune et une ville du sud de la Macédoine du Nord. La municipalité comptait 38 391 habitants en 2002 et s'étend sur 992,44 km2. La ville en elle-même compte 29 188 habitants, le reste de la population étant réparti dans les villages alentour. C'est un petit centre économique régional ainsi que le principal centre de production de vin macédonien. La ville se trouve en effet dans la plaine du Tikvech, célèbre pour ses vignes.
Kavadarci est entourée par les municipalités macédoniennes de Prilep, Tchachka, Rosoman, Negotino, Demir Kapiya et Guevgueliya ainsi que par la Grèce.

## Géographie

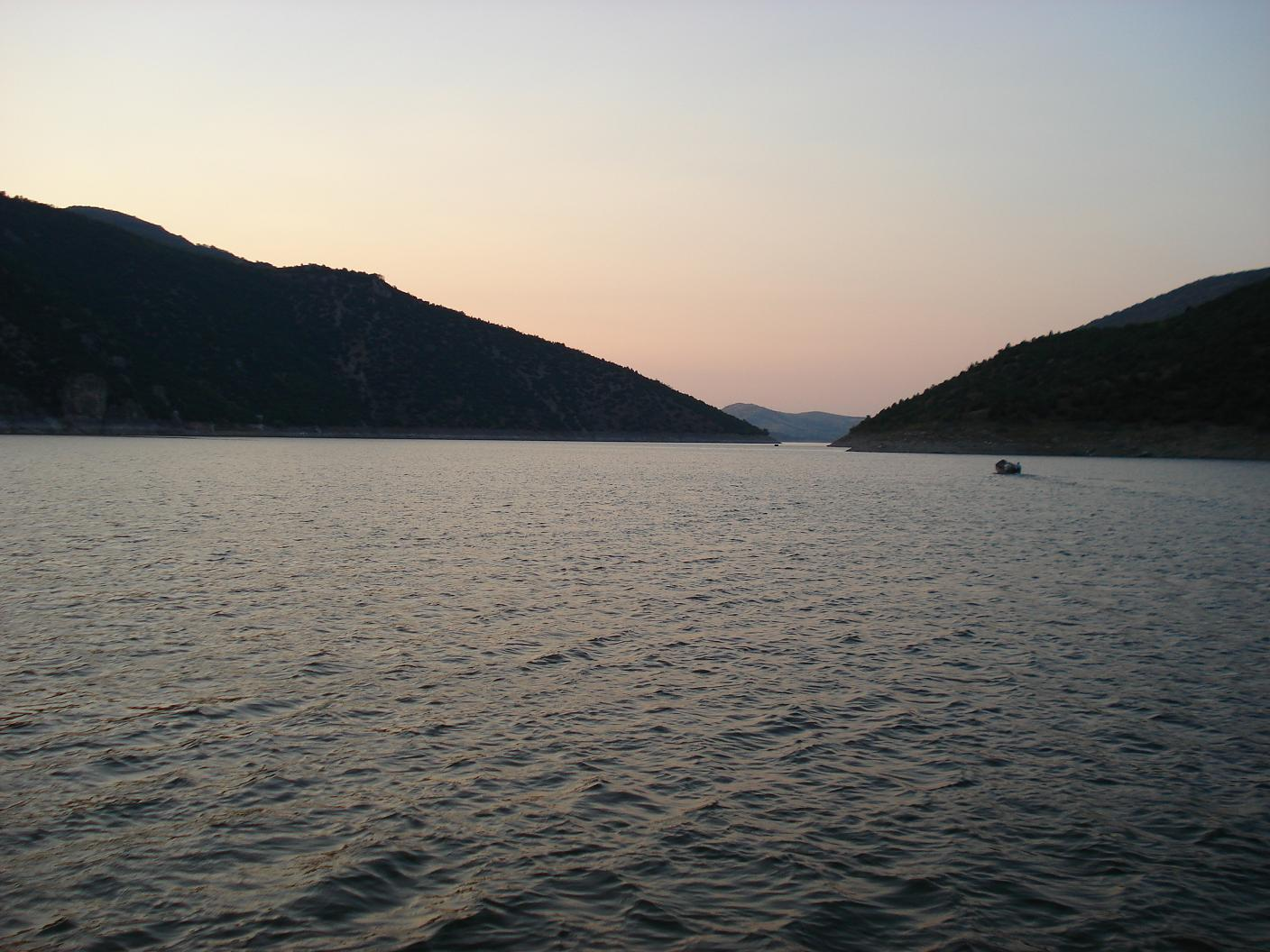
Le lac de Tikvech

La municipalité de Kavadarci se trouve dans le Tikvech, plaine qu'elle partage notamment avec Negotino, autre importante ville viticole de la Macédoine du Nord. Elle est traversée par la Bochava et la Tsrna, deux affluents du Vardar. La Tsrna alimente le lac artificiel de Tikvech, qui, long d'une vingtaine de kilomètres, est le plus grand lac artificiel du pays. Au sud, la municipalité est bordée de massifs montagneux comme le Kožuf, qui marque la frontière grecque. Kavadarci connaît une température moyenne annuelle de 13,5 degrés. Les étés sont chauds et secs et il neige en hiver.
En plus de la ville de Kavadarci, la municipalité comprend les villages de Glichiḱ, Vatacha, Begnichté, Boyantchichté, Bohoula, Brouchani, Bounartché, Vozartsi, Galichté, Garnikovo, Gorna Bochava, Grbovets, Dabnichté, Dobrotino, Dolna Bochava, Dragojel, Dradnya, Drenovo, Kesendré, Klinovo, Konopichté, Kochani, Krnyevo, Koumanitchevo, Mayden, Marena, Mrejitchko, Pravednik, R'janovo, Radnya, Raets, Resava, Rojden, Sopot, Stragovo, Farich, Tchemersko, Chechkovo et Chivets.

## Histoire
Le nom de Kavadarci dérive du mot grec Kavadion qui désigne une « cape faite d'un tissu précieux ». Kavadarci aurait ainsi connu une ancienne activité textile. La localité est mentionnée pour la première fois en 1519, c'est alors un petit village de l'Empire ottoman, qui dépend administrativement de Thessalonique.

## Démographie
Lors du recensement de 2002, la municipalité comptait :
- Macédoniens : 37 863 (96,79 %)
- Roms : 245 (1,75 %)
- Serbes : 142 (0,56 %)
- Turcs : 47 (0,43 %)
- Valaques : 10 (0,07 %)
- Bosniaques : 1 (0,01 %)
- Autres : 83 (0,38 %)

## Administration
La municipalité est administrée par un conseil élu au suffrage universel tous les quatre ans. Ce conseil adopte les plans d'urbanisme, accorde les permis de construire, il planifie le développement économique local, protège l'environnement, prend des initiatives culturelles et supervise l'enseignement primaire. Le conseil compte 19 membres. Le pouvoir exécutif est détenu par le maire, lui aussi élu au suffrage universel. Depuis 2009, le maire de Kavadarci est Aleksandar Panov, né en 1969.
À la suite des élections locales de 2009, le Conseil de Kavadarci était composé de la manière suivante :
| Parti                                                               | Sièges |
| ------------------------------------------------------------------- | ------ |
| Union sociale-démocrate de Macédoine (SDSM)                         | 4      |
| Liste Panco Minov                                                   | 6      |
| Parti démocratique pour l'Unité nationale macédonienne (VMRO-DPMNE) | 3      |
| LDP                                                                 | 2      |
| DA                                                                  | 1      |
| LP                                                                  | 1      |
| VMRO (Parti national)                                               | 1      |

## Économie
La municipalité de Kavadarci est principalement tournée vers l'agriculture et produit des primeurs, du tabac, des céréales, mais elle est surtout connue pour son vin. La culture de la vigne dans le Tikvech a commencé au IVe siècle av. J.-C., et les vignerons y exploitent aussi bien des cépages locaux comme la Kratochiya, que des cépages internationaux comme le Merlot ou le Sauvignon. Les excellentes données climatiques de la région ainsi que les actuelles campagnes de promotion à l'étranger font que les caves de Kavadarci sont en pleine expansion. Sur les 18 523 ha cultivables de la municipalité, 4 246 ha sont occupés par le vignoble.

## Culture et tourisme

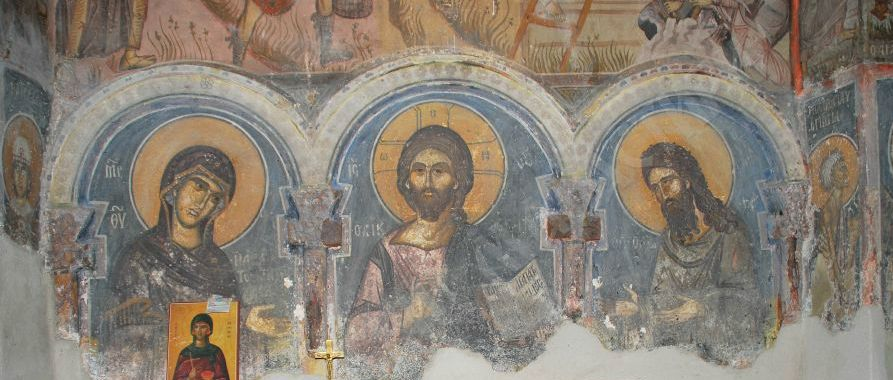
Fresque du monastère de Polog

La ville possède une maison de la culture, fondée en 1952, qui comprend notamment un ensemble folklorique de 115 danseurs. Il y a aussi un musée local, ouvert en 1976 et qui présente des expositions archéologiques, historiques et ethnologiques. La municipalité organise plusieurs événements culturels, comme les festivals d'été, consacrés à la musique classique et au chant. Le Tikvech est également riche en  manifestations folkloriques, puisqu'on y organise un carnaval pour le nouvel an, on y fête la Saint-Tryphon, patron des vignerons, le 14 février, et enfin, en septembre, a lieu le Tikvechki Grozdober, une fête du vin qui est l'occasion de foires, de dégustations, etc.
La ville en elle-même présente un visage moderne sans grand intérêt, mais la municipalité compte quelques attractions touristiques, comme le lac de Tikvech, qui en été a une eau à 24 degrés, le monastère de Polog, construit au XIVe siècle et décoré de fresques, et le monastère de Moklichté, plus discret.
Dans les environs, près du village de Konopichté, se trouvent des cheminées de fée, les Tsoutski.

## Jumelage
- Pernik (Bulgarie)